# Polittico dei Dottori della Chiesa
Il Trittico dei Dottori della Chiesa è un'opera smembrata di Antonello da Messina, databile al 1470-1475 circa. Dipinta a olio su tavola con fondo oro, è oggi divisa in almeno sei scomparti, divisi tra Firenze e Milano.

## Storia
L'ubicazione originaria del polittico è ignota. Esso venne ricostruito in epoca relativamente recente sulla base delle affinità della tavola col San Benedetto milanese con le riscoperte tavole degli Uffizi, che vennero riconosciute solo nel 1996, dopo un restauro che le liberò dalle ridipinture.

## Descrizione e stile
Il polittico è stato così ricomposto: diviso su due registri, in basso contiene le figure intere della Madonna in trono col Bambino tra i santi Giovanni Evangelista e Benedetto; in alto le cuspidi coi Dottori della Chiesa a metà figura.
- Madonna col Bambino e angeli reggicorona, olio su tavola, 114,8x54,5 cm, Firenze, Galleria degli Uffizi
- San Giovanni Evangelista, olio su tavola, 114,3x38,5 cm, Firenze, Galleria degli Uffizi
- San Benedetto, olio su tavola, 105x43,5 cm, Milano, Castello Sforzesco, Pinacoteca del Castello Sforzesco in deposito alla Galleria degli Uffizi

Il polittico dimostra un intenso contatto con l'arte provenzale o catalana, come dimostrano la trilobatura delle tavole e alcuni motivi decorativi (come l'intaglio del trono della Madonna). Tutto italiano è invece il tentativo di unificare spazialmente le tre tavole principali, con le ombre che si proiettano oltre i margini degli scomparti.
Alcuni critici sostengono che quest'opera possa essere un polittico anziché un trittico associando alle tre pale principali queste tre:
- San Gregorio Magno, olio su tavola trasportato su tela, 45,5x35,5 cm, Palermo, Galleria regionale della Sicilia di Palazzo Abatellis;
- San Girolamo, olio su tavola trasportato su tela, 37,7x31 cm, Palermo, Galleria regionale della Sicilia di Palazzo Abatellis;
- Sant'Agostino, olio su tavola trasportato su tela, 46,5x35,5 cm, Palermo, Galleria regionale della Sicilia di Palazzo Abatellis

## Possibile ricostruzione
|  |  |  |
|  |  |  |